# باول بوشارد
باول بوشارد هو صحفي وسياسي كندي، ولد في 1908، وتوفي في 1997.
1. 1 2 3  . DOI:10.7202/022642AR. {{استشهاد ويب}}: الوسيط |title= غير موجود أو فارغ (من ويكي بيانات) (مساعدة) والوسيط |مسار= غير موجود أو فارع (مساعدة)